# Michael Dyrby
Michael Dyrby (født 27. maj 1958 i Aalborg) er en dansk journalist og tidligere mediechef, der siden 2021 har været selvstændig rådgiver.

## Karriere
Michael Dyrby blev i 1984 uddannet folkeskolelærer fra Marselisborg Seminarium, men skiftede spor og blev uddannet journalist fra Danmarks Journalisthøjskole i 1989. Derefter var han ansat ved TV/Midt-Vest, som han var med til at opbygge fra bunden. Allerede i 1991 blev han ansat på TV 2/Østjylland, hvor han blev redaktionschef og souschef. I 1994 blev han ansat på TV 2 Nyhederne som redaktionssekretær, siden blev han redaktionschef og var fra 1997 til 2003 souschef. Han var bl.a. med til opbygge TV 2's morgenflade, Go' morgen Danmark og Morgennyhederne, i 1996. I 2002 blev han konstitueret i stillingen som nyhedschef, da Jens Gaardbo forlod TV 2. Michael Dyrby blev udnævnt til nyhedschef i januar 2003. Fra maj 2010 var han nyhedsdirektør og medlem af TV 2's direktion. Frem til Jacob Nybroes udnævnelse til nyhedschef i august samme år bestred han begge stillinger.
Fra 2018 til 2021 var han ansvarshavende chefredaktør for dagbladet B.T.

## Anklager af seksuel karakter, krænkelser og MeToo
Michael Dyrby blev for alvor kendt i den brede offentlighed udenfor mediekredse i 2021 for sin hovedrolle i MeToos anden bølge i Danmark.
Flere år forinden fratrådte han 9. november 2015 sin stilling som nyhedsdirektør på TV 2 ovenpå anklager af seksuel karakter. Anklagerne blev fulgt op af flere anklager om krænkelser og sexisme og rundsendelse af dickpics (billeder af sin erigerede penis).
| Citat                           | "Jeg har for nylig haft en kortvarig affære. I den anledning har jeg truffet nogle hensynsløse og forkerte beslutninger, der har sat mig i en sårbar position. Det kan man ikke som nyhedsdirektør. I forbindelse med affæren har der været udvekslet kompromitterende materiale. Det er beskyttet af lov om privatlivets fred, men kan udnyttes. Jeg har ikke været udsat for afpresning, men materialets tilstedeværelse er nok."... "Derfor er det mit valg, at jeg ikke længere skal være nyhedsdirektør på TV 2." | Citat |
| Michael Dyrby om sin opsigelse: | |       |

Det viste sig efterfølgende, at der på TV 2 såvel som i den socialdemokratiske folketingsgruppe havde floreret dickpics af Michael Dyrbys erigerede penis, som han havde taget med sin arbejdstelefon og delt internt i TV 2.
I 2021 tiltog kritikken af Michael Dyrbys ageren i sin tid på TV 2. Dyrby undskyldte i 2021 sine handlinger uden at ville konkretisere disse nærmere, men benægtede den konkrete anklage mod ham der var fremkommet. Undskyldningerne mødte hård kritik fra flere kanter for deres oprigtighed, og Michael Dyrby opsagde sin stilling med øjeblikkelig virkning i december 2021.
I 2021 anklagede Anna Thygesen i en dokumentar om MeToo-overgrebene på TV 2 Michael Dyrby for under hendes ansættelse på TV 2 at have konfronteret hende med, at hun ingen fremtid havde, mens han var chef, med følgende udsagn: »Du bliver aldrig til noget her på TV 2. Du er for gammel. Du er for rapkæftet. Og fordi jeg ikke vil kneppe dig.« I samme periode valgte Michael Dyrby øjeblikkeligt at sygemelde sig fra sit job som chefredaktør på B.T.  Ifølge en central kilde tæt på produktionen truede Dyrbys advokat dokumentarholdet med en injuriesag.
Dagen efter kunne Ekstra Bladet afsløre, at Michael Dyrby, på trods af at nægte at kende til en sexistisk kultur på TV 2, ifølge interne kilder på tv-stationen som øverste chef for TV 2 News til en jubilæumsfest i 2013 havde “råsnavet” en menig, kvindelig medarbejder foran hendes kollegaer i en fyldt festbus  I dokumentaren fra Discovery, hvor Anna Thygesen beskrev de påståede krænkelser fra Michael Dyrby, nævner hun ligeledes, at der var tale om en chef (efterfølgende navngivet som Michael Dyrby), der var velkendt i organisationen for at opføre sig sexistisk. 
Tidligere administrerende direktør for TV 2, Merete Eldrup, bekræftede i 2021, at hun i 2013-2014 blev bekendt med en intern trivselsundersøgelse, hvori Michael Dyrbys problematiske adfærd over for medarbejdere var nævnt. Hun gav ham en "meget klar advarsel". Hun lod samtidig forstå, at hun "sagde farvel" til Michael Dyrby på TV 2 i 2021. Tidligere hed det ellers, at han selv opsagde stillingen.

## B.T.
Under Michael Dyrbys virke som chefredaktør på B.T. gik 8 kvindelige studentermedhjælpere i efteråret 2020 til den øverste ledelse og fortalte om grænseoverskridende seksuel og sexistisk adfærd fra en redaktør. Efter en intern undersøgelse valgte B.T. på Michael Dyrbys initiativ at beholde den pågældende redaktør på avisen, mens de pågældende 8 kvindelige studentermedhjælpere blev fyret.  Ifølge Michael Dyrby fordi avisen erstattede deres funktion som community managers med robotter.
Michael Dyrbys ledelsesstil er blevet karakteriseret som "i særklasse rædselsfuld" af flere tidligere medarbejdere, med historier om en voldsom og kolerisk opførsel, og systematiske brud på reglerne for godt psykisk arbejdsmiljø, såsom ved at "komme væltende, råbende og skrigende og sparkende til skraldespande ind i studiet, hvor vi arbejdede, hvor adskillige reportere "blevet set grædende på gangene efter at have været igennem Dyrby-møllen".